# Christof Bitschi

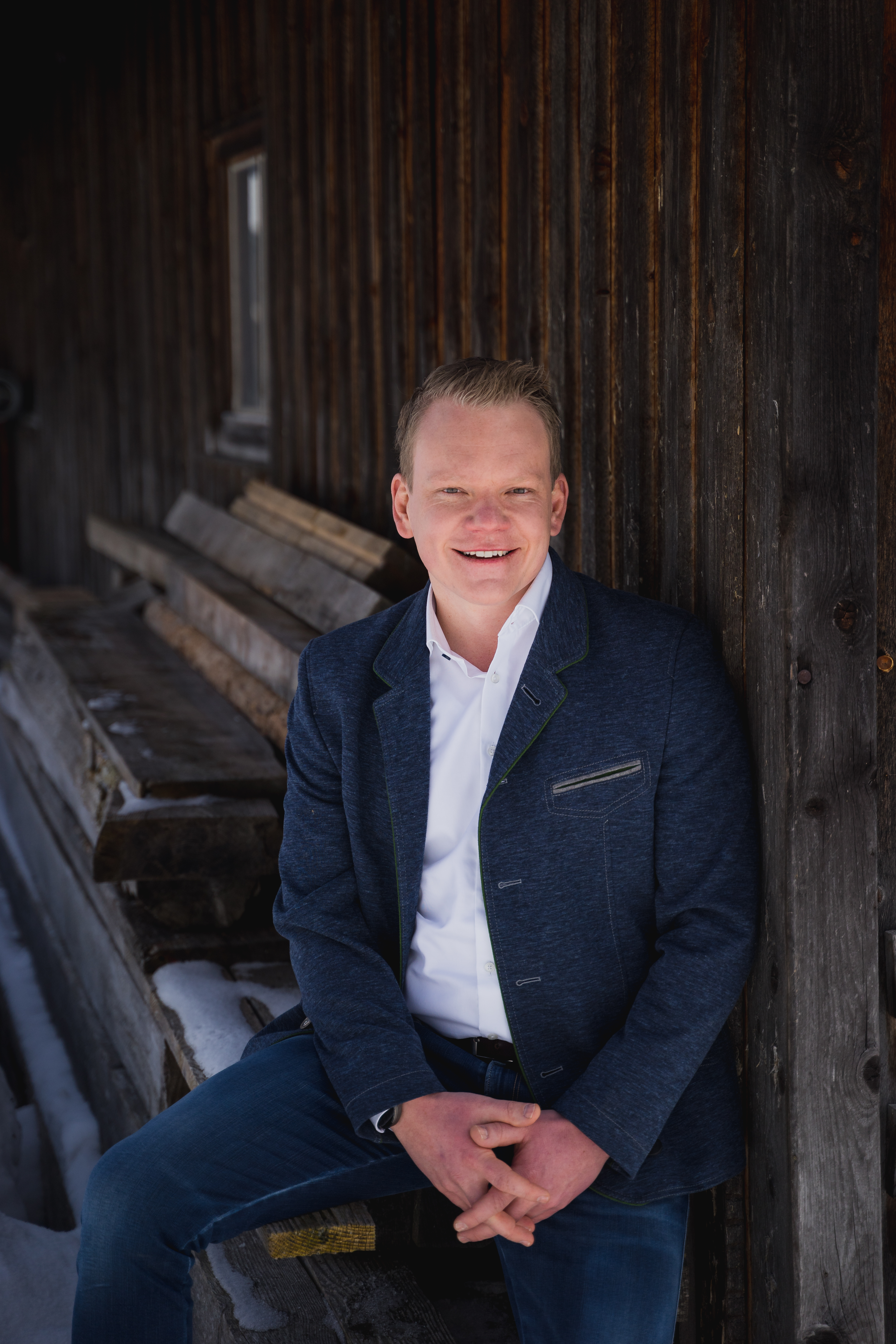
Christof Bitschi (2022)

Christof Bitschi (* 11. April 1991 in Bludenz) ist ein österreichischer Politiker (FPÖ). Bitschi ist seit 2014 Abgeordneter zum Vorarlberger Landtag und seit dem 8. Juni 2018 Landesparteiobmann der Vorarlberger Freiheitlichen. Seit 6. November 2024 ist er als Landesstatthalter Stellvertreter des Landeshauptmannes von Vorarlberg in der Landesregierung Wallner IV.

## Leben
Christof Bitschi wurde als Sohn des Projektleiters Martin Bitschi und dessen Frau Maria in der vorarlbergischen Bezirkshauptstadt Bludenz geboren und wuchs in Brand im Brandnertal auf. Nach dem Besuch der Volksschule in Brand und der Musikhauptschule Thüringen besuchte er von 2005 bis 2010 die HTL Rankweil, die er mit der Matura abschloss. Von 2010 bis 2011 absolvierte er den Präsenzdienst und nahm im Jahre 2011 das Studium der Bau- und Umweltingenieurwissenschaften an der Universität Innsbruck auf, das er jedoch unterbrochen hat.
Er ist Aufsichtsratsmitglied bei der Bergbahnen Brandnertal GmbH.

## Politik
Christof Bitschi ist im Jahr 2009 dem Ring Freiheitlicher Jugend beigetreten und wurde 2013 zum Landesobmann der Jugendorganisation der Vorarlberger Freiheitlichen gewählt. Bei der Landtagswahl 2014 kandidierte Bitschi für die Vorarlberger Freiheitlichen und wurde über die Landesliste in den Landtag gewählt. Am 15. Oktober 2014 wurde er in der Folge als Landtagsabgeordneter angelobt, wobei er der jüngste Abgeordnete im Landtag der 30. Gesetzgebungsperiode war.
Die FPÖ Vorarlberg kündigte am 4. Mai 2018 an, dass Christof Bitschi bei der Landtagswahl in Vorarlberg 2019 als deren Spitzenkandidat antreten werde und zugleich bei einem Landesparteitag am 8. Juni 2018 den Parteivorsitz der Landespartei übernehmen soll. Am 8. Juni 2018 wurde er beim Sonderparteitag in Nenzing als Nachfolger von Reinhard Bösch  mit 96,8 Prozent der Stimmen zum FPÖ-Landesparteiobmann gewählt.
Im April 2019 wurde Bitschi auch als Spitzenkandidat der FPÖ Vorarlberg für die Landtagswahl im Herbst 2019 nominiert. Bei dieser Wahl büßten die Vorarlberger Freiheitlichen in Folge der Turbulenzen der FPÖ-Bundespartei aufgrund der Ibiza-Affäre knapp zehn Prozent an Wählerstimmen ein und erreichten mit 13,9 Prozent der abgegebenen Stimmen den dritten Platz hinter der ÖVP und den Grünen. Bitschi wurde nach der Wahl am 6. November erneut als Landtagsabgeordneter angelobt und übernahm dabei auch den Vorsitz im Landtagsklub der FPÖ. Am 24. September 2021 wurde Christof Bitschi beim 33. ordentlichen Landesparteitag mit einem Ergebnis von 99,1 Prozent als Landesparteiobmann der Vorarlberger Freiheitlichen wiedergewählt.

## Privatleben
Christof Bitschi ist verheiratet und Vater eines Sohnes. Er lebt mit seiner Familie in Brand, wo er auch Ortsparteiobmann der FPÖ ist.